# Myiopagis
Myiopagis is een geslacht van zangvogels uit de familie tirannen (Tyrannidae).

## Soorten
Het geslacht kent de volgende soorten:
- Myiopagis caniceps  – Atlantische grijze elenia
- Myiopagis cinerea  – Amazonische grijze elenia
- Myiopagis cotta  – Jamaica-elenia
- Myiopagis flavivertex  – Geelkruinelenia
- Myiopagis gaimardii  – Boselenia
- Myiopagis olallai  – Heuvellandelenia
- Myiopagis parambae  – Chocó-elenia
- Myiopagis subplacens  – Ecuadoraanse elenia
- Myiopagis viridicata  – Groene elenia